# مبارك الحساوي
مبارك عبد العزيز صالح الحساوي (1925 - 20 مارس 2005 )، نائب سابق في مجلس الامة الكويتي، واقتصادي كويتي.

## مولده ونسبة وعائلته
ولد مبارك عبد العزيز صالح الدحيلان الحساوي، عام 1344هـ الموافق لعام 1925م، في فريج سعود بحي القبلة في دولة الكويت، وتعود جذوره إلى عائلة كويتية كريمة، أصلها من مدينة «عقدة» في منطقة حائل بأرض نجد، كان اسمها سابقاً عائلة الدحيلان، ولما تحولت من نجد إلى الأحساء للعمل، ثم من الأحساء إلى الكويت أطلق الكويتيون عليها اسم عائلة الحساوي، فاختفى الاسم الحقيقي، واشتهرت بهذا الاسم، واستوطنت العائلة الكويت في فترة حكم الشيخ عبد الله بن صباح الثاني الذي حكم الكويت، في الفترة من عام 1866م حتى 1892م، واشتهر من هذه العائلة عبد العزيز وهو والد مبارك الحساوي، الذي سعد في الحياة بالبنين والبنات، وكان أصغرهم مبارك الذي ولد عام 1925م.

## دراسته
التحق بالمدرسة الأحمدية، ثم انتقل إلى المدرسة المباركية ليواصل دراسته حتى الفصل السادس.

## مشاركته في السياسة
- اختير مبارك الحساوي عضواً في المجلس التأسيسي في عام 1962 بعد حصوله على المركز الثاني في الدائرة الثامنة حولي.
- وانتخب عضوا في مجلس الأمة الثاني عام 1967 بعد حصوله على المركز الخامس في الدائرة السادسة القادسية.
- وعضواً في مجلس الأمة الثالث عام 1971 بعد حصوله على المركز الثالث في الدائرة السادسة القادسية.

## القوانين والاقتراحات
- اقترح مشروع قانون لإدارة أموال القاصرين وقدّمه في عام 1971، وصدر القانون في عام 72.
- اقترح مشروع قانون لإنشاء الصندوق الكويتي للتنمية الاقتصادية الكويتية برأس مال قدره 50 مليون دينار.
- اقترح الأخذ بنظام التسجيل العقاري.

## أماكن سميت باسمه
- كأس مبارك عبد العزيز الحساوي.
- مسجد مبارك الحساوي.
- منطقة الحساوي.